# Duff-Inseln

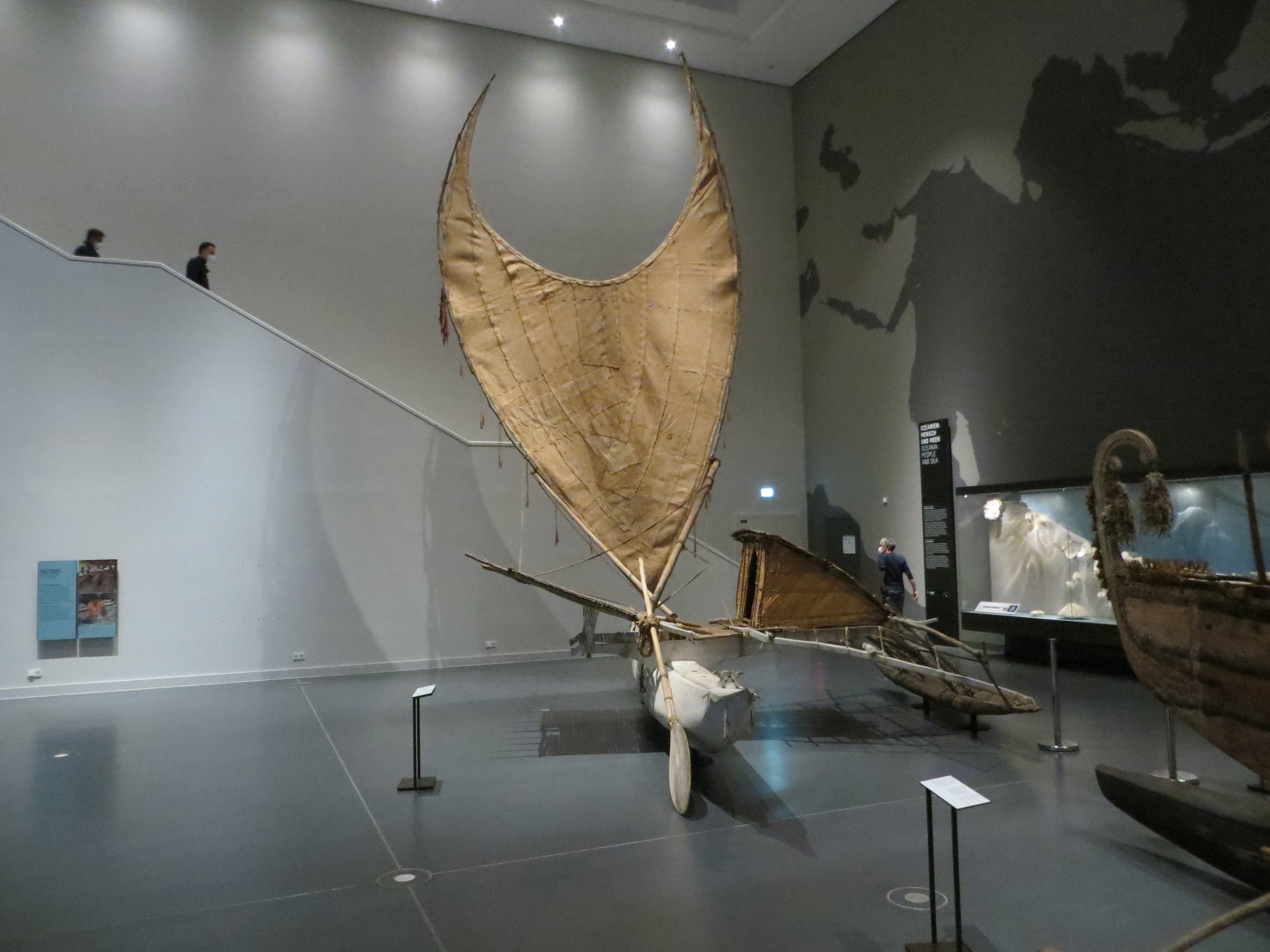
Kanu „Te AloLili“ von Taumako im Humboldt Forum, Berlin

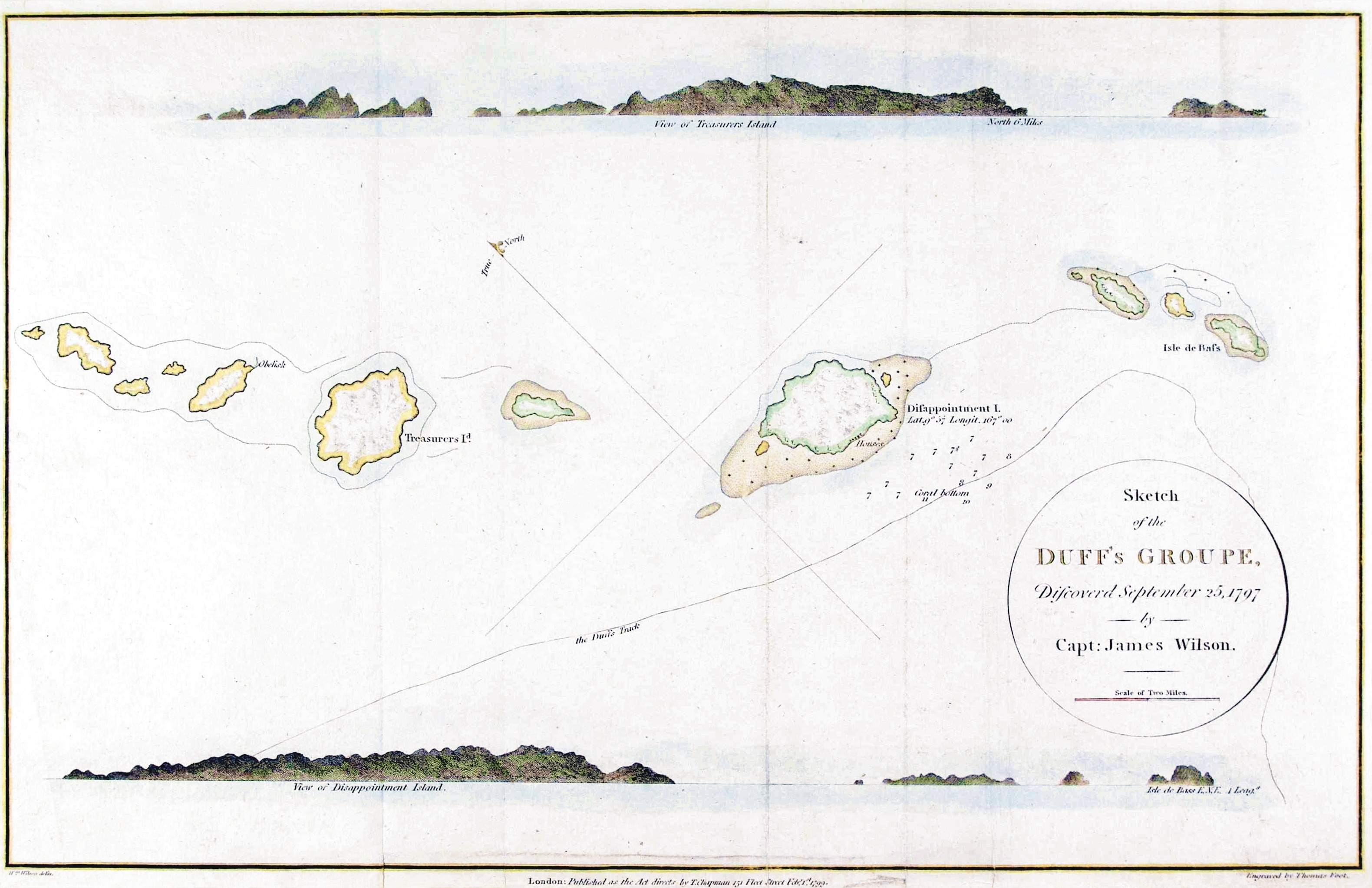
Karte von 1799

Die Duff-Inseln (anderer Name: Taumako Islands, in älteren Karten auch Wilson’s Islands) sind eine Gruppe von elf kleinen Inseln im östlichen Pazifischen Ozean, die geografisch Teil der Santa-Cruz-Inseln sind. Sie gehören politisch zum Inselstaat der Salomonen und liegen in dessen südlichster Provinz Temotu.

## Geographie
Der Archipel umfasst die folgenden Inseln:
- Taumako (früher Disappointment Island) mit den Nebeninseln Tahua im Südwesten und Tohua im Südosten
- die Bass-Inseln am südlichen Ende der Inselkette: Lua, Kaa und Loreva
- die Treasurers Islands am nördlichen Ende: Tuleki (Anula), Elingi (Obelisk Island), Te Ako, Lakao und Ulaka

Geografisch wird häufig auch das westlich von Lakao gelegene untermeerische Hallie Jackson Reef zu den Duff-Inseln gezählt, obwohl es in einer Entfernung von 45 km deutlich abseits der Inselkette liegt und nicht über die Meeresoberfläche emporragt.
Die Inseln haben zusammen eine Landfläche von rund 14 km². Sie sind vulkanischen Ursprungs, bestehen vorwiegend aus basaltischen Gesteinen und erheben sich steil aus dem Meer. Das umgebende Korallenriff ist nur gering entwickelt, was auf ein geologisch sehr junges Alter hindeutet. Hauptinsel und größte der Gruppe ist Taumako, eine im Innern mit Regenwald bedeckte Insel mit steilen Kliffs, die sich bis zu 400 m aus dem Meer erhebt.
Nach der Definition der International Hydrographic Organization bilden die Duff-Inseln die nordöstliche Begrenzung des Korallenmeeres.

## Bevölkerung
Die 511 Einwohner (Stand 2009) gehören zur melanesischen Volksgruppe und sprechen Vaeakau-Taumako (alternativ auch Pileni, Pilheni genannt), einen polynesischen Dialekt, der außerdem noch auf den benachbarten Reef Islands gebräuchlich ist.
Die meisten Einwohner der Duff-Inseln leben auf Tahua, einem innerhalb des Saumriffs gelegenen, niedrigen Motu, 160 Meter vor der Südwestküste von Taumako. Wie man historischen Berichten entnehmen kann, ist das sandige Inselchen seit Jahrhunderten völlig zugebaut. Der Grund für diese im Südpazifik ungewöhnliche Siedlungsform dürfte in den besseren klimatischen Bedingungen und der Flucht vor Stechmücken zu suchen sein.
Südöstlich von Tahua liegt an der Südwestküste von Taumako das Dorf Ngauta, und nordwestlich das kleinere Dorf Malino.
Das Dorf Kahula liegt an der Südostküste von Taumako.
In den 1970er Jahren lebte noch eine Familie auf den Treasurers Islands, in dem kleinen Dorf Napoe an der Südküste von Lakao.

## Geschichte
Die Duff-Inseln wurden im frühen ersten Jahrtausend v. Chr., wahrscheinlich schon um 900, von den Lapita-Leuten besiedelt. Die Funde charakteristischer Lapita-Keramik belegen die enge Verbindung zwischen den Reef Islands und den Duff-Inseln, sodass sie vermutlich als Teil derselben Migrationswelle angesteuert wurden. Eine spätere Besiedlungswelle der Melanesier und eine dritte mit Polynesiern um 1400 n. Chr. folgte. Die Inseln sind eine sogenannte Polynesische Exklave, ein abgelegenes, von Polynesiern bevölkertes Gebiet außerhalb des Polynesischen Dreiecks. Überlieferungen von Anuta und Tikopia deuten an, dass die Polynesier zunächst diese beiden Inseln und von dort die Duff-Inseln erobert haben.
Die Bewohner der Duff-Inseln waren – und sind es bis heute – als meisterhafte Hersteller von großen, hochseetüchtigen Kanus bekannt und unternahmen damit wagemutige Handelsreisen. Die größeren und dicht bewaldeten Inseln der Gruppe lieferten die besten Ausgangsstoffe für den Bootsbau. Es ist historisch belegt, dass es ein gut funktionierendes Handelsnetz zwischen den Santa-Cruz-Inseln Utupua, Vanikoro, den Reef- und den Duff-Inseln gegeben hat. Der Anthropologe William Davenport von der University of Pennsylvania postulierte folgendes Szenario: Große Doppelrumpf-Kanus wurden auf Taumako gebaut. Auf diese hochseetüchtigen Boote lud man kleine Einbäume sowie Handelswaren, wie Schweine und Sagomehl, und segelte damit zu den benachbarten Inseln. Dort wurde die Ladung einschließlich der großen Kanus verkauft und die Mannschaft paddelte mit den Einbäumen nach Taumako zurück. In den Legenden der Nachbarinseln genießen die Einwohner der Duff-Inseln auch heute noch großes Ansehen als Schiffbauer, Fernhändler und kühne Seeleute.
Die Salomonen wurden 1568 während der ersten Mendaña-Expedition in den Pazifik für Europa entdeckt. 1595 kehrte der spanische Seefahrer Alvaro de Mendaña de Neyra mit vier Schiffen wieder zurück und starb am 18. Oktober 1595 auf Nendo, der größten der Santa-Cruz-Inseln. Ob er bei einer der beiden Reisen auch die Duff-Inseln erblickte, ist nicht zweifelsfrei zu klären. Die auf den Ergebnissen der beiden Expeditionen erstellten, frühen Karten lassen keine eindeutige Zuordnung zu.
Am 8. April 1606 ankerte der Spanier Pedro Fernández de Quirós mit seinen Schiffen Santos Pedro y Pablo, San Pedro und dem Tender Los Tres Reyes vor der Insel Taumako. Luiz Váez de Torres, Kommandeur der San Pedro, berichtet darüber in einem Brief an König Philipp III.:

„Etwa 60 Leagues [rund 330 km] bevor wir Santa Cruz [Nendo] erreichten fanden wir eine kleine Insel von 6 Leagues [rund 33 km], sehr hoch, mit sehr guten Lotungen rundherum und anderen kleinen Inseln nahebei, unter deren Schutz die Schiffe ankerten.“

Torres ließ zwei Boote aussetzen und es kam zu einem friedlichen Kontakt mit den Insulanern. Die Mannschaft durfte sogar deren Siedlung betreten, und die Bewohner versorgten die Europäer mit Wasser und Holz. Torres schreibt, dass der Häuptling die Insel „Taumaco“ genannt habe. Quirós taufte die Insel Nuestra Señora de Loreto. oder Nuestra Señora de Socorro.
Nach anderen Quellen gilt als Entdecker der Duff-Inseln James Wilson, Kapitän des Missionsschiffes Duff der Londoner Missionsgesellschaft (London Missionary Society), das sich 1797 auf der Fahrt von Australien nach Tahiti befand, um dort die anglikanische Mission zu etablieren. Wilson war der Erste, der die genaue Position der Duff-Inseln aufzeichnete. Am 25. September 1797, um 08.00 Uhr am Morgen, sah Wilson eine „Gruppe von zehn oder elf Inseln, drei davon von beträchtlicher Größe“ Als sich das Schiff am folgenden Tag der größten davon (Taumako) näherte, kam es zu einer Begegnung mit mehreren Insulanern, die in fünf Kanus heranruderten. Die Mannschaft der Duff brachte zwar ein Boot aus, landete jedoch schließlich nicht.
HMS Basilisk unter dem Kommando von John Moresby lief die Duff-Inseln am 31. Juli 1872 an. Moresby landete mit zwei Booten. Auf welcher der elf Inseln ist nicht genau benannt, der Beschreibung nach dürfte es Taumako mit der bewohnten Insel Tahua gewesen sein. Obwohl die bewaffneten Insulaner die Landung der Fremden zunächst mit Drohgebärden zu verhindern suchten, konnte sie Moresby mit der Übergabe von Geschenken schließlich freundlich stimmen und die britischen Seeleute durften das einzige Dorf betreten. Nach der Schilderung von Moresby lag die mit Korallenblöcken und Palisaden befestigte Ansiedlung auf einem flachen, sandigen Motu, die dahinter liegende Hauptinsel war hingegen völlig unzugänglich und dicht bewaldet. Die Bewohner besaßen mehrere 15 bis 20 Meter lange und reich verzierte Doppelrumpf-Kanus. Die Europäer wurden mit gekochter Brotfrucht und Taro beschenkt und sehr freundlich verabschiedet.

## Infrastruktur
Die auch innerhalb der Salomonen abgelegenen und unterentwickelten Inseln bieten keinerlei touristische Infrastruktur und haben keinen Hafen, Flughafen, keine Elektrizitätsversorgung und keine befestigten Straßen. Die Bewohner leben überwiegend von Fischfang und der Subsistenz-Landwirtschaft.